# Il tesoro perduto
Il tesoro perduto (Lost Treasure) è un film statunitense del 2003 diretto da Jim Wynorski.
Il film è conosciuto in Italia anche con il titolo Lost Treasure - Caccia senza tregua.

## Trama
Una caccia ad presunto tesoro nascosto da Cristoforo Colombo in un'isola tropicale centroamericana, la cui mappa è stato divisa in due parti, coinvolge Carl McBride, un poliziotto, e suo fratello Bryan, un cartografo del governo, che ottengono una delle due metà. Il poliziotto viene poi catturato da Ricardo Arterra, un criminale che stava cercando il tesoro e che poi lo porta sull'isola per aiutarlo a trovarlo. Nel frattempo, suo fratello affitta un piccolo aereo (con una donna pilota e due passeggeri) per arrivare sull'isola, ma una tempesta rende le cose molto difficili. I due gruppi sono costretti a sopravvivere nella giungla scontrandosi l'uno con l'altro.

## Produzione
Il film fu prodotto da Cinetel Films e diretto da Jim Wynorski  (accreditato come Jay Andrews) ad agosto 2002. Stephen Baldwin interpreta Bryan McBride. Wynorski interpreta in un cameo il pilota di un elicottero (accreditato con il nome di David Gibbs). Nicollette Sheridan (la Edie Britt di Desperate Housewives) interpreta Carrie, il pilota dell'aereo affittato da Bryan.

## Distribuzione
Il film fu distribuito negli Stati Uniti nel 2003 dalla DEJ Productions  per l'home video.
Alcune delle uscite internazionali sono state:
- in Francia il 15 maggio 2003 (Festival di Cannes),
- negli Stati Uniti il 25 novembre 2003 (Lost Treasure)
- in Italia il 21 gennaio 2004 (Il tesoro perduto o Lost treasure - Caccia senza tregua)
- in Giappone il 2 luglio 2004 (in DVD)
- in Argentina il 31 agosto 2006 (En la mira, in anteprima)
- in Ungheria il 4 settembre 2006    (Kincskeresök kíméljenek, in prima TV)
- in Germania (Jagd auf den verlorenen Schatz)
- in Francia (Le trésor oublié, titolo TV; Lost Treasure: Le trésor perdu, titolo DVD)
- in Brasile (O Tesouro Perdido)
- in Grecia (O hamenos thisavros)

## Promozione
La tagline è: "Winner takes all." ("Il vincitore prende tutto.").